# 畑千晶
畑 千晶（はた・ちあき、1988年1月30日-）は、北海道出身のバスケットボール選手。

## 人物
陵北中学校、札幌山の手高等学校出身。
高校卒業後は、日立ハイテク クーガーズに入団。
入団初シーズンから20試合に出場し、翌2007-08シーズンも22試合（うち先発19）出場を果たした。2011年引退。
同じく日立ハイテクに所属していた畑有希は実姉。